# Wiedenborstel
Wiedenborstel ist eine Gemeinde im Kreis Steinburg in Schleswig-Holstein. Sie ist mit zehn Einwohnern (Stand 31. Dezember 2023) nach Gröde die zweitkleinste Gemeinde Deutschlands. Sie besteht aus einem Gutshof, der inmitten großer Waldungen liegt.

## Geschichte
Im Jahre 1910 hatte Wiedenborstel noch 119 Einwohner.

## Geografie und Verkehr
Wiedenborstel liegt etwa zwölf Kilometer nördlich von Kellinghusen und zehn Kilometer westlich von Neumünster im Naturpark Aukrug. Die Wegebek und die Reetbek fließen durch die Gemeinde. Die Itzespitze, die höchste Erhebung im Kreis Steinburg, liegt im Gemeindegebiet. Nördlich verläuft die Bundesstraße 430 von Neumünster nach Itzehoe. Nächstgelegener Bahnhof ist Aukrug an der Strecke Neumünster–Heide.

## Politik
Da in der Gemeinde weniger als 70 Einwohner leben, hat sie anstelle einer Gemeindevertretung eine Gemeindeversammlung, der alle Bürger der Gemeinde angehören.

## Bilder

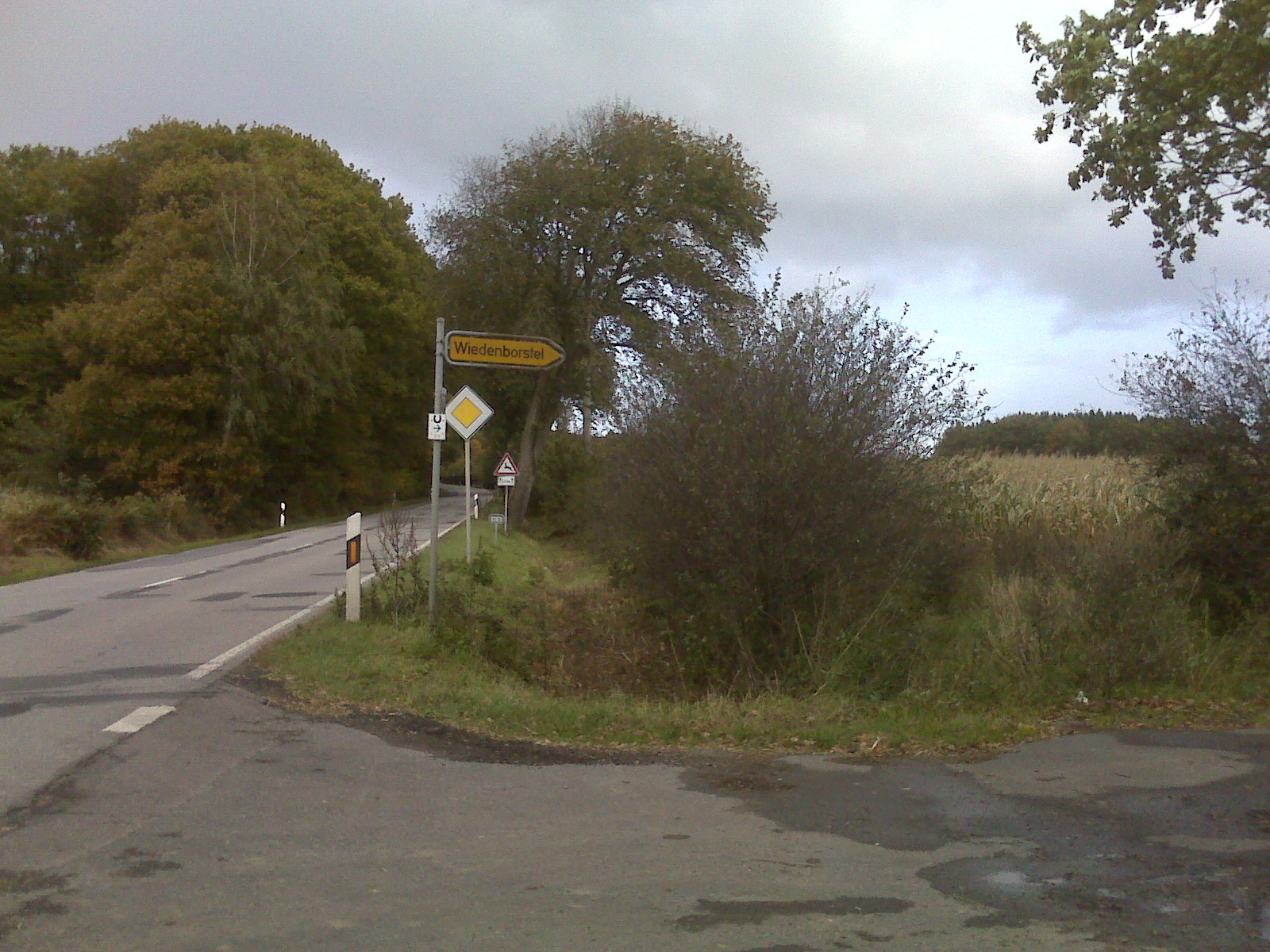
Abfahrt von der Landesstraße 121 nach Wiedenborstel
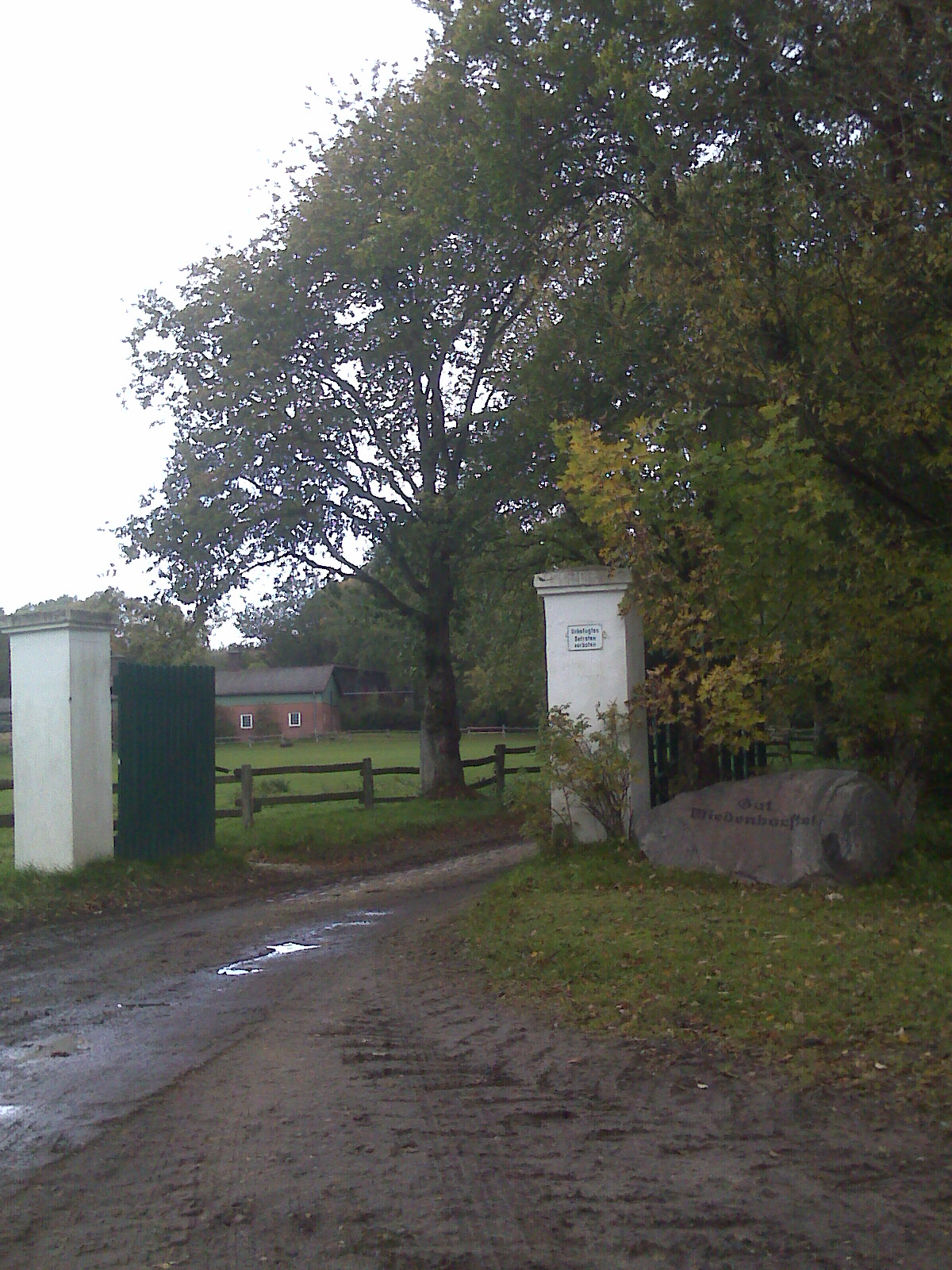
Einfahrt zum Gut